# Los Psycho Circus
Los psycho Circus es un stable face de luchadores face que trabajan para la Asistencia Asesoría y Administración (AAA) en la Ciudad de México. Este se compone por los luchadores conocidos bajo el nombre de Psycho Clown, Monster Clown, Murder Clown, Dave The Clown. y Panic Clown.
Abanderan una racha de luchas invictas desde su debut en 2007, siendo un total de 600 luchas ganadas.

## Historia
La Asistencia Asesoría y Administración (AAA) tiene una larga historia con los nombres de los payasos desde que la compañía fue fundada en 1992, los más famosos del grupo fueron conocidos como Los Payasos ("The Clowns") que existieron hasta 1999.  AAA más tarde trató de promover otros tríos payasos como Payasos del Mal. No fue hasta el 2007 que AAA tomó a un luchador que había trabajado como extranjero, Kronus (hijo del Brazo de Plata) y a otros dos luchadores cuyas identidades no han sido reveladas y los convirtió en Los Psycho Circus. Se hicieron conocidos como Zombie Clown, Kronus se convirtió en Psycho Clown y el tercer hombre llegó a ser conocido como Killer Clown. A diferencia de los anteriores personajes payasos que llevaban máscaras de tela, los Psycho Circus llevaban máscaras de goma con horribles expresiones faciales, retorcidas, inspiradas en la película Killer Klowns de Outer Space.
Psycho Clown tiene una Máscara de colores brillantes, mohawk y una lengua de plástico largo. Su compañero, Zombie Clown, tiene una máscara con características de dientes podridos amarillos, manchas en la piel y un sombrero de copa azul pequeño. El último integrante, Killer Clown, tiene una máscara con colmillos de vampiro y un pelo con un estilo afro multicolor. A cada uno de los luchadores se le dio una historia de fondo, acorde con su oscuro y retorcido personaje, asumiendo las declaraciones de los payasos "regocijarse en el dolor de los demás" y "La violencia sin medida", un perfil fabricado para ayudar a mejorar su "mal" carácter. En Guerra de Titanes, pierden su invicto ante los Perros de Mal.

## Carrera

#### 2007-2009
El equipo hizo su debut el 14 de diciembre de 2007 durante un espectáculo en Chilpancingo, Guerrero. En este evento, derrotaron a la Real Fuerza Aérea AAA (Aero Star, Super Fly y Rey Cometa). Los Psycho Circus eran físicamente más grandes que la mayoría de los luchadores de AAA,  y pronto se han establecido como una fuerza dominante en el ring, reservados para derrotar fácilmente una serie de equipos de carta baja.  Mientras, Los Psycho Circus fue reservados como Rudos (heels), que se enfrentan tanto con técnicos (face) y Rudos (heels), derrotando a todos los oponentes.  Meses después de su debut en AAA, comenzó a “aumentar” su actuación, ellos anuncian con 5 victorias más entre grabaciones de televisión, a pesar de AAA ni siquiera la celebración de cinco espectáculos, y mucho menos con cinco espectáculos de Los Psycho Circus.  Las victorias exageradas de la racha de pronto se convirtió en una parte integral de la treta cuando alcanzaron 132 “victorias” en su primer año con el objetivo de eclipsar la más conocida racha de victorias en la lucha libre profesional, Bill Goldberg s ‘173 victorias en fila.
Ellos hicieron su primera aparición en una importante muestra de AAA, el 16 de marzo de 2008, cuando derrotaron a La Black Family ( Dark Cuervo, Dark Ozz y Dark Escoria ) en el evento del  2008 Rey de Reyes. Durante el año siguiente, Los Psycho Circus derrotaron a equipos como el equipo técnico de El Ángel, Super Porky (padre de Psycho Clown) y Alebrije; así como el equipo rudo de La Legión Extranjera ( Kenzo Suzuki, Jack Evans y Teddy Hart) sin dejar de ser invicto.  Los Psycho Circus desarrollado una rivalidad con la Black Family, haciendo equipo con Chessman para igualar el partido entre los dos equipos.  El 18 de enero de 2009, Los Psycho Circus y Chessman derrotó a La Black Family (Dark Cuervo, Dark Escoria, Dark Espíritu y Dark Ozz) para ganar el Campeonato Nacional Atómicos. Después de solo ocho días, cuando el Comisionado de AAA Vampiro despojo a Chessman y a Los Psycho Circus de los títulos, ya que lo habían atacado durante una presentación. Los Psycho Circus también lucharon en Triplemania XVII, a pesar de que apareció en el dark match y no durante el hecho.  Derrotaron a la Real Fuerza Aérea (Laredo Kid, Super Fly y Aerostar) en una lucha de tres minutos.
En agosto de 2009, AAA anunció que Zombie Clown había pasado a denominarse "Monster Clown" y Killer Clown había sido renombrado como “Murder Clown” debido a problemas de derechos de autor sobre los nombres originales. El recientemente nombrado Psycho Circus mantuvo viva su racha de victorias, ya que derrotaron a La Yakuza (Kenzo Suzuki, Sugi San & El Oriental) en la lucha inaugural del 2009 en verano de Escándalo. En septiembre de 2009 su racha ganadora fue anunciado como haber llegado a 461 victorias, la promoción de Los Psycho Circus a la demanda para hacer frente a las "grandes estrellas", afirmando que el promotor de AAA, Joaquín Roldán no les prestaba más atención a ellos.
En el invierno de 2009 Los Psycho Circus comenzó del lado de Cibernético en su feudo con Konnan y La Legión Extranjera en equipo con él en ocho luchas contra el líder de La Legión.

#### 2010-2016
Durante una lucha el 17 de enero de 2010, la Legión luchó contra Los Psycho Circus y Cibernético en una lucha que, por primera vez en su carrera, AAA vio a los Psycho Circus con sus máscaras rotas. En este año, en el evento de Rey de Reyes, Los Psycho Circus sirvieron como leñadores en un Lumberjack match donde cuidaban que la Legión no interfiriera en la lucha. Esto permitió a Cibernético hacerle la clavija a Konnan. Durante el verano de este año, también se anunció que los Psycho Circus tenían una racha de 600 victorias.
Ahora en el PPV de AAA Guerra de titanes 2010 perdieron el invicto ante los Perros del Mal por intervención del Hijo del Perro Aguayo. El 7 de diciembre Los Perros del Mal volvieron a vencer a Los Psycho Circus en el marco de los festejos de aniversario de la empresa de los Perros del Mal. Ahora Se encuentran aliados con el ex-Megacampeón Dr. Wagner Jr. para hacer la nueva era AAA lejos de La Sociedad y Los Perros del Mal.
El 18 de mayo Pasaron a la siguiente ronda de los Campeonatos en Tercias AAA derrotando a los Maniacos. En Triplemania XIX fueron derrotados por Los Perros del Mal y ganaron el Campeonato de Tercias de la AAA. También; esa misma noche; debutó su mascota “manager” llamada Mini Clown, el cual tiene un aspecto parecido al de ellos; solo que más tenebroso. Pierden en Triplemania XIX ante los Perros del Mal. En Veracruz vencen a Los Perros del Mal, Después de la Lucha Psycho Clown obligó a Halloween a comer croquetas de perros. El 16 de junio de 2011 en Orizaba, Veracruz pierden contra Los Perros del Mal.
El 2 de octubre de 2016, en el evento Héroes Inmortales X, en medio la lucha de triple amenaza entre Psycho Clown, Pagano y Dr Wagner Jr, los compañeros de Psycho Clown (Monster Clown y Murder Clown) salieron a ayudarlo para evitar que Pagano y Wagner lo estrellarán en una mesa prendida en llamas. Sin embargo, esto no sucedió, Murder y Monster salieron para traicionar a Psycho Clown pateandole en el torso para después darle la oportunidad a Pagano y Wagner para estrellarlo en la mesa, para que Dr. Wagner Jr. lo cubriera ganando la lucha, así marcando el fin de Los Psycho Circus.

#### 2020-presente
El 1 de diciembre de 2019, en Triplemania Regia, ⁣ al término de la lucha estelar donde Monster Clown perdió la máscara, salieron Psycho Clown y Murder Clown a abrazar a su compañero, siendo una señal de que la tríada podría regresar. 
Más tarde, el 25 de enero del 2020, en la Gira Nacemos para Luchar que tuvo como sede Pepsi Center CDMX, en la lucha semifinal se enfrentaron Drago, Aerostar y Pagano contra Monster Clown, Blue Demon Jr. y Chessman. Al acabar la lucha, Blue Demon y Chessman terminan traicionando a Monster Clown. Este, al poco tiempo, es apoyado por Psycho Clown y Murder Clown. Al final de esta lucha, hacen oficial el regreso de la tríada. 
El 8 de febrero en Querétaro, en la lucha semifinal tienen su primera lucha como tríada contra el Poder del Norte (Tito Santana, Mocho Cota jr. y Carta Brava), tras casi 3 años de haberse separado durante la lucha ambas Tercias dominaron el combate, finalmente Monster Clown con una variante de desnucadora sobre Mocho Cota Jr se llevan su triunfo en su regreso como tercia, cabe mencionar que la lucha fue premiada con dinero. 
En esa misma función, al término de la función estelar salen a retar a La Facción Ingobernable (La Bestia del Ring, Rush, L.A. Park) donde la unión se ve aún más fuerte.

## Campeonatos y logros
- Lucha Libre AAA Worldwide
  - Campeonato Latinoamericano de AAA (1 vez) - Psycho Clown
  - Campeonato Mundial de Tríos de la AAA (3 veces) — Monster, Murder & Psycho (2) y Dave, Murder & Panic (1)
  - Campeonato Nacional Atómico (1 vez) - con Chessman

- International Wrestling Revolution Group
  - Campeonato de Tríos de IWRG (1 vez)

- Wrestling Observer Newsletter
  - Peor lucha del año (2015) vs. Villano III, Villano IV y Villano V en 9 de agosto[1]